# 1940 في ألمانيا
فيما يلي قوائم الأحداث التي وقعت خلال عام 1940 في ألمانيا.

## ظهور
- 1 يناير – فانتا

## أفلام
من الأفلام التي صدرت هذه السنة في ألمانيا:
- 1 يناير – اليهودي الأبدي من إخراج Fritz Hippler [الإنجليزية]‏.
- 1 يناير – اليهودي سوس من إخراج Veit Harlan [الإنجليزية]‏.
- 1 يناير – روتشيلدز من إخراج Erich Waschneck [الإنجليزية]‏.

## برامج ومسلسلات وأنمي
- الإخوة السود

## كتب
من الكتب التي صدرت هذه السنة في ألمانيا:
- 1 يناير – الإخوة السود من تأليف كورت هيلد، ليزا تيتزنر.

## مواليد

### يناير
- 1 يناير – بيرند بارليبين
- 1 يناير – دوريت جيرترود تسين كاتبة ألمانية.
- 4 يناير – هيلموت يان مهندس معماري ألماني.
- 16 يناير – فرانتس مونتيفيرينغ سياسي ألماني.
- 23 يناير – فيرنر كرايمر لاعب كرة قدم ألماني.
- 24 يناير – يواخيم غاوك الرئيس الحادي عشر لجمهورية ألمانيا الاتحادية (2012-2017).
- 25 يناير – فولفغانغ باول لاعب كرة قدم ألماني.

### فبراير
- 16 فبراير – هانيلوره شماتز متسلقة جبال ألمانية.
- 27 فبراير – فريدل خاوش
- 29 فبراير – ويلفريد زاورلاند

### مارس
- 7 مارس – رودي دوتشكه
- 8 مارس – بيتر باومباخ مهندس معماري ألماني.
- 8 مارس – مانفريد مانغليتس لاعب كرة قدم ألماني.
- 16 مارس – وولف أرنولد

### أبريل
- 3 أبريل – وولف كالر ممثل ألماني.
- 19 أبريل – كورت أهرينس جونيور
- 21 أبريل – بيتر شنايدر كاتب ألماني.

### يونيو
- 18 يونيو – ميريام بريسلر

### يوليو
- 7 يوليو – فولفغانغ كليمنت سياسي ألماني.
- 27 يوليو – بينا باوش

### سبتمبر
- 12 سبتمبر – يواخيم فرانك
- 21 سبتمبر – أكيم ريختر

### أكتوبر
- 11 أكتوبر – بول مولر

### نوفمبر
- 5 نوفمبر – ألفريد تروتفين فيزيائي ألماني.
- 12 نوفمبر – يورغين تودنهوفر سياسي ألماني.
- 15 نوفمبر – كلاوس امبلر

### ديسمبر
- 7 ديسمبر – سيغريد دام
- 29 ديسمبر – بريجيت كروناور كاتبة ألمانية.
- 30 ديسمبر – ريناتي جايجر قاضي ألماني.

## وفيات

### يناير
- 2 يناير – ألبرت ريختر (مواليد 1912)

### فبراير
- 27 فبراير – بيتر بيرنز (مواليد 1868)
- 29 فبراير – جوزيف سويكرد (مواليد 1866)

### أبريل
- 8 أبريل – كارل هيرمان زان (مواليد 1865) عالم نبات ألماني.
- 26 أبريل – كارل بوش (مواليد 1874)

### مايو
- 28 مايو – فردريش كارل أمير هسن (مواليد 1868)

### يونيو
- 23 يونيو – فالتر هازنكليفر (مواليد 1890) شاعر ألماني.

### يوليو
- 5 يوليو – كارل أينشتاين (مواليد 1885) مؤرخ فن ألماني.
- 13 يوليو – لودفيغ بيكر (مواليد 1855) مهندس معماري ألماني.
- 25 يوليو – جوهانس بيرنس (مواليد 1864) عالم نبات ألماني.
- 26 يوليو – هانز روزنبرغ (مواليد 1879) فيزيائي ألماني.

### أغسطس
- 1 أغسطس – بول هيرتش (مواليد 1868) سياسي ألماني.

### سبتمبر
- 26 سبتمبر – والتر بنيامين (مواليد 1892)

### أكتوبر
- 14 أكتوبر – هاينريش كايزر (مواليد 1853) فيزيائي ألماني.

### نوفمبر
- 22 نوفمبر – أوتو جميلين (مواليد 1886) كاتب ومؤلف ألماني.
- 29 نوفمبر – هانس برنهارد (مواليد 1906) دراج ألماني.